# Loučovice
Loučovice (Duits: Kienberg an der Moldau) is een Tsjechische gemeente dicht bij het Lipnomeer in de regio Zuid-Bohemen, en maakt deel uit van het district Český Krumlov.
Loučovice telt 1961 inwoners.
Loučovice was tot 1945 een plaats met een overwegend Duitstalige bevolking. Na de Tweede Wereldoorlog werd de Duitstalige bevolking verdreven.

## Bezienswaardigheden
- Kerk van de Heilige Ulrich, eind 15de eeuw, tussen 1640 en 1644 herbouwd
- Kapel van de Heilige Prokop, 1310
- Čertova stěna

## Personen uit Loučovice
- Friedrich Fenzl (* 1932), Oostenrijkse Buddhist

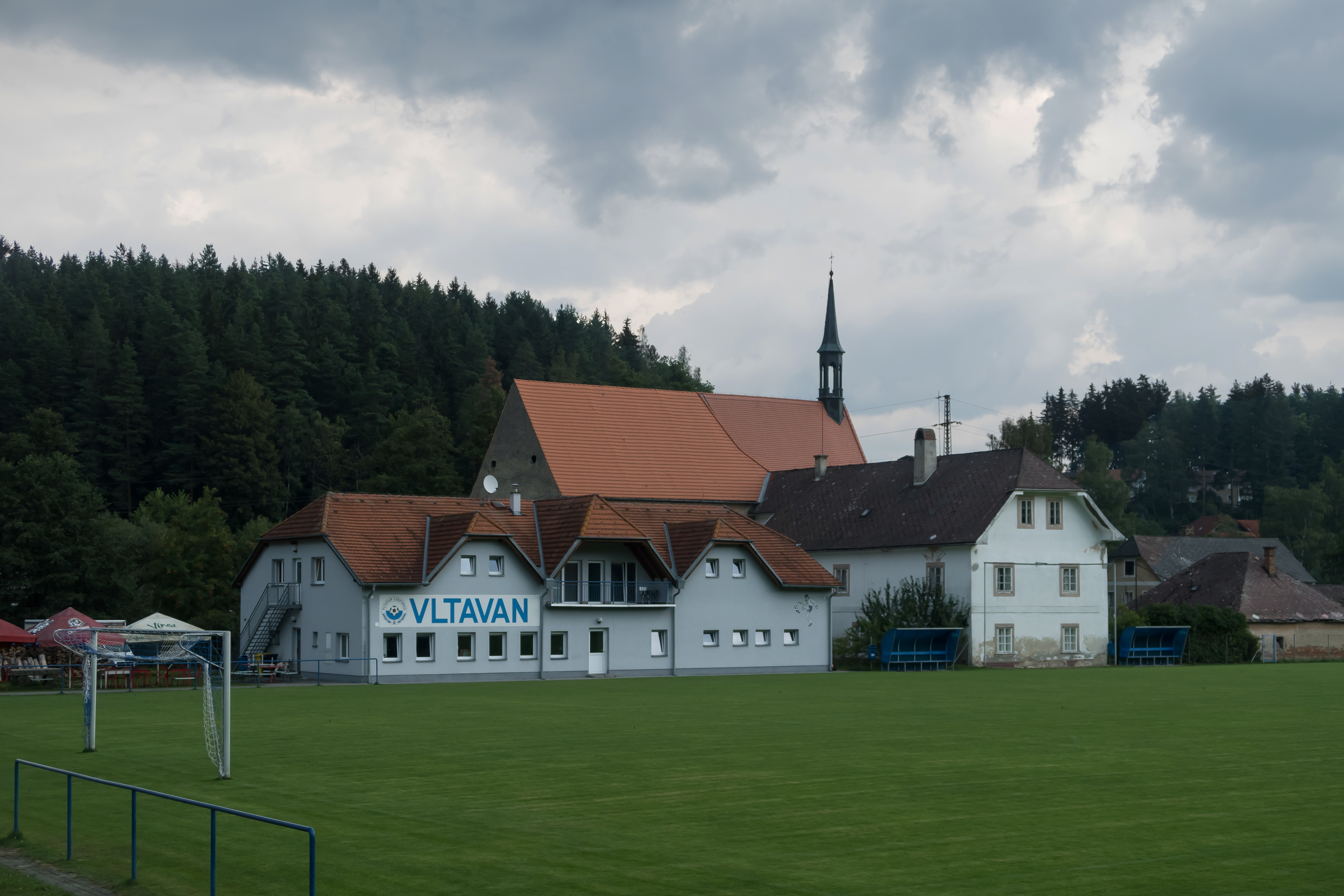
Loučovice, kerk: kostel svatého Oldřicha

Benešov nad Černou · Besednice · Bohdalovice · Brloh · Bujanov · Černá v Pošumaví · Český Krumlov · Dolní Dvořiště · Dolní Třebonín · Frymburk · Holubov · Horní Dvořiště · Horní Planá · Hořice na Šumavě · Chlumec · Chvalšiny · Kájov · Kaplice · Křemže · Lipno nad Vltavou · Loučovice · Malonty · Malšín · Mirkovice · Mojné · Netřebice · Nová Ves · Omlenice · Pohorská Ves · Polná na Šumavě · Přední Výtoň · Přídolí · Přísečná · Rožmberk nad Vltavou · Rožmitál na Šumavě · Soběnov · Srnín · Střítež · Světlík · Velešín · Větřní · Věžovatá Pláně · Vojenský újezd Boletice · Vyšší Brod · Zlatá Koruna · Zubčice · Zvíkov